# Boštjan Andrejc
Boštjan Andrejc-Bushi, slovenski kitarist, * 24. december 1967.
Leta 1979 se je začel učiti kitaro na Glasbeni šoli v Piranu. Njegov prvi učitelj kitare je bil danes bolj znani producent, aranžer in klaviaturist Marino Legovič. Bushijev prvi band z imenom Hijene se pojavi leta 1981. Sledijo najstniški bandi Žižole, Nov dan in Karma. Ko se vrne s služenja vojaškega roka leta 1987 nadaljuje študij klasične kitare pri prof. Andreju Grafenauerju na srednji glasbeni šoli v Ljubljani. Dve leti kasneje se priključi skupini Night Jump. Leta 1990 z Janom Plestenjakom igrata v bandu JMP Quartet. Nadaljuje študij kitare pri prof. Jerku Novaku na Akademiji za glasbo v Ljubljani, kasneje še pri prof. Istvanu Romerju. 1993 zapusti Night Jump in ustanovi Heavenix. 1994 leta prične sodelovanje z Danijelom Černetom in na Bushijevo pobudo nastane Terra Mystica. Leta 1998 Terra Mystica pobere dva Zlata petelina, za najboljšo ploščo in najboljši band. V tem času igra in sodeluje s številnimi bandi (Night Jump, Heavenix, Terra Mystica, Skunk Funk, The Rolling Stoned, Jan Plestenjak, Tinkara Kovač...), snema in nadaljuje študij pri prof. Paolu Pegoraru in Stefanu Violi na Academii Francisco Tarrega v Pordenonu v Italiji. Leta 2005 sodeluje s kupino Areia, trenutno pa sodeluje s skupinami Night Jump, Heavenix in Avtomobili. Poučuje kitaro in je v organizacijskem odboru mednarodnega festivala KITARIKA.